# Ong vò võ
Ong vò võ hay ong tò vò (Danh pháp khoa học: Sphex) là một chi trong họ Sphecidae, với các loài ong thường bắt động vật nhỏ làm mồi cho ấu trùng của nó thậm chí còn có thể bắt gián làm thức ăn cho con mình.

## Các loài
Chi này hiện có hơn 100 loài
- Sphex abyssinicus (Arnold, 1928)
- Sphex ahasverus Kohl, 1890
- Sphex alacer Kohl, 1895
- Sphex antennatus F. Smith, 1856
- Sphex argentatus Fabricius, 1787
- Sphex argentinus Taschenberg, 1869
- Sphex ashmeadi (Fernald, 1906)
- Sphex atropilosus Kohl, 1885
- Sphex basilicus (R. Turner, 1915)
- Sphex bilobatus Kohl, 1895
- Sphex bohemanni Dahlbom, 1845
- Sphex brachystomus Kohl, 1890
- Sphex brasilianus Saussure, 1867
- Sphex caeruleanus Drury, 1773
- Sphex caliginosus Erichson, 1849
- Sphex camposi Campos, 1922
- Sphex carbonicolor Van der Vecht, 1973
- Sphex castaneipes Dahlbom, 1843
- Sphex cinerascens Dahlbom, 1843
- Sphex cognatus F. Smith, 1856
- Sphex confrater Kohl, 1890
- Sphex cristi Genaro in Genaro & Juarrero, 2000
- Sphex cubensis (Fernald, 1906)
- Sphex darwinensis R. Turner, 1912
- Sphex decipiens Kohl, 1895
- Sphex decoratus F. Smith, 1873
- Sphex deplanatus Kohl, 1895
- Sphex diabolicus F. Smith, 1858
- Sphex dorsalis Lepeletier de Saint Fargeau, 1845
- Sphex dorycus Guérin-Méneville, 1838
- Sphex ephippium F. Smith, 1856
- Sphex ermineus Kohl, 1890
- Sphex erythrinus (Guiglia, 1939)
- Sphex ferrugineipes W. Fox, 1897
- Sphex finschii Kohl, 1890
- Sphex flavipennis Fabricius, 1793
- Sphex flavovestitus F. Smith, 1856
- Sphex formosellus Van der Vecht, 1957
- Sphex fumicatus Christ, 1791
- Sphex fumipennis F. Smith, 1856
- Sphex funerarius Gussakovskij, 1934
- Sphex gaullei Berland, 1927
- Sphex gilberti R. Turner, 1908
- Sphex gisteli Strand, 1916
- Sphex guatemalensis Cameron, 1888
- Sphex habenus Say, 1832
- Sphex haemorrhoidalis Fabricius, 1781
- Sphex hirtipes Fabricius, 1793
- Sphex ichneumoneus (Linnaeus, 1758) – Great Golden Digger
- Sphex incomptus Gerstaecker, 1871
- Sphex ingens F. Smith, 1856
- Sphex inusitatus Yasumatsu, 1935
- Sphex jamaicensis (Drury, 1773)
- Sphex jansei Cameron, 1910
- Sphex kolthoffi Gussakovskij, 1938
- Sphex lanatus Mocsáry, 1883
- Sphex latreillei Lepeletier de Saint Fargeau, 1831
- Sphex latro Erichson, 1849
- Sphex leuconotus Brullé, 1833
- Sphex libycus Beaumont, 1956
- Sphex lucae Saussure, 1867
- Sphex luctuosus F. Smith, 1856
- Sphex madasummae Van der Vecht, 1973
- Sphex malagassus Saussure, 1890
- Sphex mandibularis Cresson, 1869
- Sphex maximiliani Kohl, 1890
- Sphex melanocnemis Kohl, 1885
- Sphex melanopus Dahlbom, 1843
- Sphex melas Gussakovskij, 1930
- Sphex mendozanus Brèthes, 1909
- Sphex mimulus R. Turner, 1910
- Sphex mochii Giordani Soika, 1942
- Sphex modestus F. Smith, 1856
- Sphex muticus Kohl, 1885
- Sphex neavei (Arnold, 1928)
- Sphex neoumbrosus Jha & Farooqui, 1996
- Sphex nigrohirtus Kohl, 1895
- Sphex nitidiventris Spinola, 1851
- Sphex nudus Fernald, 1903 – Katydid Wasp
- Sphex observabilis (R. Turner, 1918)
- Sphex opacus Dahlbom, 1845
- Sphex optimus F. Smith, 1856
- Sphex oxianus Gussakovskij, 1928
- Sphex paulinierii Guérin-Méneville, 1843
- Sphex pensylvanicus Linnaeus, 1763 – Great Black Wasp
- Sphex permagnus (Willink, 1951)
- Sphex peruanus Kohl, 1890
- Sphex praedator F. Smith, 1858
- Sphex prosper Kohl, 1890
- Sphex pruinosus Germar, 1817
- Sphex resinipes (Fernald, 1906)
- Sphex resplendens Kohl, 1885
- Sphex rex Hensen, 1991
- Sphex rhodosoma (R. Turner, 1915)
- Sphex rufinervis Pérez, 1985
- Sphex rufiscutis (R. Turner, 1918)
- Sphex rugifer Kohl, 1890
- Sphex satanas Kohl, 1898
- Sphex schoutedeni Kohl, 1913
- Sphex schrottkyi (Bertoni, 1918)
- Sphex semifossulatus Van der Vecht, 1973
- Sphex sericeus (Fabricius, 1804)
- Sphex servillei Lepeletier de Saint Fargeau, 1845
- Sphex solomon Hensen, 1991
- Sphex stadelmanni Kohl, 1895
- Sphex staudingeri Gribodo, 1894
- Sphex subhyalinus W. Fox, 1899
- Sphex subtruncatus Dahlbom, 1843
- Sphex tanoi Tsuneki, 1974
- Sphex taschenbergi Magretti, 1884
- Sphex tepanecus Saussure, 1867
- Sphex texanus Cresson, 1873
- Sphex tinctipennis Cameron, 1888
- Sphex tomentosus Fabricius, 1787
- Sphex torridus F. Smith, 1873
- Sphex vestitus F. Smith, 1856
- Sphex walshae Hensen, 1991
- Sphex wilsoni Hensen, 1991